# Туннель Лайнц
Туннель Лайнц (нем. Lainzer Tunnel) — железнодорожный тоннель длиной 12,8 км в Вене. Соединяет западную, южную, восточную железные дороги Австрии и железные дороги Donauländebahn. Построен в 2000-х и начале 2010-х годов в рамках значительного расширения самого важного железнодорожного коридора Австрии. Введён в эксплуатацию 9 декабря 2012 года. Центральный вокзал Wien Hauptbahnhof в Вене. Он разделен на две отдельные секции, состоящие из одного канала, вмещающего пару гусениц[уточнить], и двух параллельных каналов, в каждом из которых находится одна гусеница; он также встречается с несколькими другими соседними туннелями, включая туннель Винервальд.

## Предыстория и конфигурация
В 2000-х годах было запланировано строительство четырех путей на Вестбане, самом важном железнодорожном коридоре страны. На участке между Веной и Санкт-Пёльтеном были построены две новые трассы на трассе[уточнить], свободной от сложных уклонов и подходящей для высокоскоростных операций, которые отклонялись далеко к северу от исходной линии. Именно вдоль этого нового маршрута был построен Винервальдский туннель, крупнейшее инженерное сооружение, чтобы провести линию через горный хребет Винервальд. Его строительство облегчило движение поездов, пересекающих Западный вокзал, к железнодорожной станции Wien Hütteldorf, недавно построенной центральной станции, обслуживающей Вену.
Ближе к западному концу, примерно в 2 км к западу от Wien Hütteldorf и в самом дальнем конце от Вены, он встречается с подземным переходом с ещё 2,2 км, с двумя дополнительными путями для старого Вестбана, который работает с декабря 2008 года, и прямые пути через перекресток продолжаются в туннеле Винервальд, 13,35 км двухпутный однотрубный туннель, построенный параллельно с туннелем Лайнц. В сочетании с соседним туннелем Лайнцер туннель Винервальд позволяет поездам преодолевать подземное расстояние 26 км, что делает его самым длинным туннелем в Австрии.
С западного конца туннель Лайнц поворачивает на юго-восток и проходит под резервуаром для сбора ливневых стоков и лесным участком Лайнцер Тиргартен в 13-м районе Вены Хитцинг. По всей своей длине он имеет различные конструкции, в том числе одно- или двухпутные трубы, колонные галереи и более широкие секции для переналадки. Для решения проблем безопасности были предусмотрены различные штольни, галереи и шахты. По мере приближения к западной конечной туннель делится на две секции: одна двухпутная ветка выходит прямо перед железнодорожной станцией Вена Майдлинг на Южных железных дорогах, а другая южнее соединяется с железной дорогой Донаулендебан и интермодальным терминалом в Инцерсдорфе, открытым в 2016 году. Пассажирские поезда могут двигаться по ней со скоростью до 160 км/ч, а грузовые — до 120 км/ч. Он имеет длину 12,3 км (15,4 км, включая соединительные пандусы) и оснащен ETCS уровня 2, а также устаревшей системой управления PZB .

## Строительство и эксплуатация
В конце 1990-х годов в рамках подготовки к строительству туннеля проводились геологические изыскания. Они определили, что предполагаемый маршрут осуществим во многих отношениях, включая местную геологию, геогидравлику и воздействие на окружающую среду. Геология, через которую он проходит, в основном состоит из слоистого ила и глины, сопровождаемых тонкими слоями песка и гравия. В преддверии основных земляных работ были пробурены многочисленные вертикальные скважины с целью понижения местного уровня грунтовых вод . Строительные работы в туннеле Лайнц начались в 2000 году.
На этапе раскопок при строительстве туннеля Лайнц использовались совершенно разные методы строительства; в то время как большая часть его длины была выкопана с помощью нового австрийского метода подземного бурения туннелей, на ограниченных участках, которые характеризовались неблагоприятными преобладающими условиями, вместо этого использовался подход «выемка и покрытие». Секции двухпутных туннельных труб туннеля были выкопаны через штольни боковых стенок, после чего была проведена работа по проходке керна; широко использовались экскаваторы. Поддержка в основном осуществлялась за счет комбинации торкретбетона, проволочной сетки и решетчатых балок; дополнительное армирование арматурой было применено к участкам, которые считались необходимыми для дополнительного армирования. Хотя рассматривалась установка крыши из труб, в этом не было необходимости. Отходы вывозились по железной дороге для захоронения на свалках .
На протяжении всего строительства датчики были активны для отслеживания таких условий, как осадка грунта; было замечено, что они были ниже установленных пределов на протяжении всего проекта. 9 декабря 2012 года были открыты как туннель Лайнц, так и более широкая линия. Завершённый маршрут позволил не только значительно увеличить грузоподъёмность, но и заметно сократить время в пути.
С момента своего завершения туннель Лайнц стал ключевым элементом гражданского строительства для транзита железнодорожного сообщения с востока на запад в рамках Магистрали для Европы . Раньше международные пассажирские поезда останавливались на станции Wien Westbahnhof, и пассажиры, следовавшие в восточном направлении, должны были добираться до станции Wien Südbahnhof, либо должны были двигаться задним ходом на Westbahnhof и двигаться по однопутному соединению через жилые районы. В 2014 году новая сквозная станция Wien Hauptbahnhof заменила эту бывшую конечную станцию. С 2015 года большинство рейсов дальнего следования было сосредоточено на Hauptbahnhof.  При этом поезда, отправляющиеся с Западной железной дороги или направляющиеся на неё, проходят через высокоскоростной туннель Wienerwald. Тоннель Lainz в направлении Hauptbahnhof и в другие пункты назначения. Туннель также активно используется грузовыми поездами, направляющимися на центральную сортировочную станцию Вены по ответвлению, поворачивающему у восточного конца.